# A máquina de fazer espanhóis
A máquina de fazer espanhóis é um romance de Valter Hugo Mãe, nome artístico de Valter Hugo Lemos.
Considerado “Um dos melhores romances publicados em Portugal nos últimos anos" A máquina de fazer espanhóis retrata, principalmente, a história de António Silva, um idoso, que, após a morte da sua mulher, vai para um asilo.
Esta obra foi primeiramente publicada em Portugal em 2010 pela editora Alfaguara e posteriormente publicada em 2016 pela Porto Editora, com prefácio de Caetano Veloso, acabando por se expandir internacionalmente e foi publicado, em 2011, no Brasil pela editora Cosac Naify.

## Sinopse
Acompanhamos a história, na primeira pessoa, do narrador e personagem principal, António Jorge da Silva, um barbeiro reformado de 84 anos e que, logo no primeiro capítulo, perde a sua companheira e esposa Laura que vivera consigo durante quase 50 anos, sendo que após a morte da sua esposa a sua filha coloca-o, contra a sua vontade, em um asilo apelidado “Feliz Idade”, descrito como opressor e rodeado por um cemitério.
Apesar de ter como tema principal a velhice, acompanhado da solidão, da morte e do sentimento de abandono de António Silva, através de várias conversas e do resgate de memórias entre os seus colegas no asilo, este livro aborda também temas como o salazarismo e essa época que os idosos do Feliz Idade passaram, sendo que, primeiramente, o livro iria ter como título “o fascismo dos bons homens”.

## A Tetralogia das minúsculas
Este livro pertence à, denominada por Valter Hugo Mãe, “tetralogia das minúsculas” (o nosso reino, o remorso de baltazar serapião, o apocalipse dos trabalhadores e a máquina de fazer espanhóis) o conjunto dos seus quatro primeiros romances escritos exclusivamente em minúsculas.
Ao longo dos 18 capítulos da obra este padrão é seguido, no entanto, o quinto e o décimo capítulos são escritos de forma normal, com as respetivas maiúsculas e parágrafos. A razão pela qual as maiúsculas são utilizadas está relacionada com a presença de figuras de autoridade nos respetivos capítulos, nomeadamente agentes da polícia.

## O Esteves sem metafísica
Para além da presença de um excerto inicial do poema Tabacaria de Álvaro de Campos, ainda antes do começo da obra, Valter Hugo Mãe reencarna a personagem do mesmo poema, o Esteves sem metafísica, e insere-o no lar, tornando-o num homem de 100 anos, a pessoa mais velha do asilo.
Esteves dizia ser a pessoa que tinha inspirado Fernando Pessoa a escrever. Silva, desacreditado, acaba posteriormente por ser convencido e Esteves causa impacto na vida de António Silva. Anteriormente, com a ideia de que já nada o podia deslumbrar, a existência de Esteves provou o contrário: “com oitenta e quatro anos um homem ainda pode ficar deslumbrado e todo incrédulo, como se viesse para criança pasmar diante de um gelado”.

## Prémios
Graças a esta obra, Valter Hugo Mãe, em 2012, foi premiado com o 10.º Grande Prémio Portugal Telecom Melhor Livro do Ano, atualmente conhecido como Grande Prémio Oceanos de Literatura, bem como o Prémio Portugal Telecom Melhor Romance do Ano.